# Футбольный матч Польша — Венгрия (1939)
Футбольный матч сборных Польши и Венгрии, также известный как «Последняя игра» (пол. Ostatni mecz), был сыгран 27 августа 1939 года в воскресенье на стадионе Войска Польского в Варшаве. Это был последний матч сборной Польши, сыгранный накануне Второй мировой войны: полякам удалось обыграть сборную Венгрии (ставшую годом ранее серебряным призёром Чемпионата мира 1938 года), со счётом 4:2. Это был 9-й матч Польши против Венгрии, поляки одержали первую в своей истории победу в этих встречах. Значимость этой игры для польского футбола обусловлена не только самой датой, но и участием ряда новых игроков, а также самим фактом победы над финалистом чемпионата мира 1938 года: Венгрия считалась в те годы одной из лучших команд мира.
За четверо суток до игры Третьим рейхом и СССР были подписаны договор о ненападении и секретный дополнительный протокол, предусматривавший отделение от Польши части земель. Предчувствие надвигающейся войны ощущалось, по свидетельствам местных журналистов, повсюду: в любой момент ожидалась мобилизация польских войск.
Также за несколько дней до матча Варшаву покинул шотландец Алекс Джеймс, работавший летом 1939 года некоторое время с Юзефом Калужей: предполагается, что он предчувствовал начало войны и решил как можно скорее вернуться на родину. Накануне матча он отправил три телеграммы полякам, призвав сборную попытаться сыграть от обороны и понадеяться хотя бы на ничью. Польская пресса единодушно также утверждала об отсутствии шансов у национальной сборной: об этом писала газета «Przegląd Sportowy», опубликовавшая на первой полосе крупный заголовок «Без шансов, но готовы сражаться».

## Отчёт о матче
| Польша                                                       | 4:2 | Венгрия                               |
| ------------------------------------------------------------ | --- | ------------------------------------- |
| Эрнест Вилимовский 33′, 64′, 74′ · Леонард Пёнтек 73′ (пен.) |     | Дьюла Женгеллер 14′ · Шандор Адам 30′ |

| Польша | Венгрия |

|             |    |                                      |     |
|             |    |                                      |     |
|             | 1  | Адольф Кшик (Брыгада Ченстохова)     |     |
|             | 2  | Владислав Щепаняк (Полония Варшава)  |     |
|             | 3  | Эдмунд Гимза (Рух Хожув)             |     |
|             | 4  | Вильгельм Гура (Краковия)            |     |
|             | 5  | Эдвард Яблоньский (Краковия)         |     |
|             | 6  | Эвальд Дитко (Катовице)              |     |
|             | 7  | Хенрик Язницький (Полония Варшава)   | 31' |
|             | 8  | Эвальд Цебуля (Шленск Свентохловице) |     |
|             | 9  | Леонард Пёнтек (АКС)                 |     |
|             | 10 | Эрнест Вилимовски (Рух Хожув)        |     |
|             | 11 | Павел Цыганек (Фаблок)               |     |
| Замены:     |    |                                      |     |
|             |    | Станислав Баран (Варшавянка)         | 31' |
| Тренер:     |    |                                      |     |
| Юзеф Калужа |    |                                      |     |

|               |    |                             |  |
|               |    |                             |  |
|               | 1  | Ференц Сиклаи (Уйпешт)      |  |
|               | 2  | Карой Киш (MTK Хунгария)    |  |
|               | 3  | Шандор Биро (MTK Хунгария)  |  |
|               | 4  | Антал Салаи (Уйпешт)        |  |
|               | 5  | Йожеф Турай (MTK Хунгария)  |  |
|               | 6  | Янош Дудаш (MTK Хунгария)   |  |
|               | 7  | Шандор Адам (Уйпешт)        |  |
|               | 8  | Дьёрдь Шароши (Ференцварош) |  |
|               | 9  | Дьюла Женгеллер (Уйпешт)    |  |
|               | 10 | Геза Толди (Ференцварош)    |  |
|               | 11 | Ласло Дьетваи (Ференцварош) |  |
| Замены:       |    |                             |  |
|               |    |                             |  |
| Тренер:       |    |                             |  |
| Денеш Гинзерь |    |                             |  |

| Регламент - 90 минут. - 30 минут овертайма в случае ничьи. - Переигровка в случае ничьи в овертайме. |

## Ход матча
Ровно в 17:00 финский судья Эско К. Пеконен дал свисток. Первые полчаса Венгрия была более сильной командой, беспрерывно атаковавшей ворота Кшика.
Уже на 14-й минуте венгерский игрок Дьюла Женгеллер с близкого расстояния забил первый гол. Заполнившие трибуны польские болельщики, многие из которых были в военной форме, затихли.
На 30-й минуте ещё один гол забила Венгрия — на этот раз Шандор Адам, но вскоре полякам удалось восстановить контроль над игрой.
Спустя всего 3 минуты, на 33-й минуте матча, Дитко отдал пас Пионтеку, который головой отправил его Вилимовски. Польский бомбардир пробежал несколько метров, а затем выстрелил поверху, выше вратаря, в сетку. Польша продолжала атаковать всю оставшуюся половину.
Во втором тайме ситуация продолжилась — поляки атаковали, и венгры не смогли сохранить счет: на 64-й минуте Яблонски отдал пас Пионтеку, который отдал мяч на ход Вилимовски — Эзи обошёл двух защитников и пробил с близкого расстояния.
На 75-й минуте игры венгерский защитник Шандор Биро рукой коснулся мяча в штрафной площади и признал фол. Пионтек мощно и точно забил, сделав счет 3:2 в пользу Польши.
Через 60 секунд — ещё один подвиг Вилимовского: венгры не смогли отобрать у него мяч, в результате чего был забит ещё один гол — 4:2.

## Несостоявшиеся матчи
Между тем, планировались ещё несколько матчей. В воскресенье, 3 сентября 1939 года, Польше предстояло сыграть с Болгарией. Тренер Калужа уже отобрал игроков на этот матч. Это были:
- Вальтер Бром, Рух,
- Эдмунд Гимза, Рух,
- Михал Дусик, KPW Познань,
- Казимеж Лис, Варта,
- Вильгельм Пец, Напшод Липины ,
- Хенрик Микунда, Руч Хожув,
- Александр Шрайер, Warta Poznań,
- Болеслав Гендера, Варта Познань,
- Эвальд Цебула, Свентохловице,
- Францишек Пытель, AKS Chorzów,
- Павел Цыганек, Fablok Chrzanów.

В резерве остались: Адольф Кшик (Бригада Ченстохова), Владислав Щепаняк и Станислав Филипек (оба — Полония), Эдмунд Бялас (KPW Познань).
Затем, в среду, 6 сентября в Белграде, Польша должна была сыграть с Югославией. Тренер Калужа решил послать туда практически ту же команду, которая обыграла Венгрию. Была только одна замена — Шрайер собирался заменить Язницки. В резерве были: Бром, Пытель, Бялас и Пец.
24 сентября 1939 года планировалось два товарищеских матча за сборную: первый польский состав должен был сыграть в Варшаве с Румынией, резервный — в Хельсинки, чтобы сыграть с Финляндией.
1 сентября 1939 года началась Вторая мировая война, и воскресная игра стала последним матчем Польши в межвоенный период.